# Б-402 «Вологда»
Б-402 «Вологда» — советская и российская дизель-электрическая подводная лодка проекта 877 «Палтус».

## История
Заложена 24 августа 1983 года на заводе «Красное Сормово» в Горьком под заводским номером 602. 23 сентября 1984 года была спущена на воду, 30 декабря того же года вошла в строй. Временно находилась в составе Черноморского флота и базировалась в Севастополе.
20 августа 1986 года вошла в состав 161-й бригады 4-й эскадры подводных лодок Северного флота.
С 1994 по 1995 год проходила ремонт в Мурманске.
В 1995 году ушла в пункт базирования Полярный-10.
В 1996 году ушла на боевое дежурство в Иран.
3 марта 1997 года получила наименование «Вологда» в связи с установлением над ней шефства администрацией города Вологды.
В 2004 году участвовала в съёмках фильма «Первый после Бога».
В апреле 2016 года объявлен утилизационный тендер от Минобороны РФ.
Утилизирована в городе Североморск в 2020 году. Рубка подлодки установлена в парке «Победы» в городе Вологда.

## Командиры
- Безгодов А. В.
- Врублевский В. В.
- Ткаченя И. А.
- Есипов Г. А.
- Кузнецов С. В.
- Бойко А. М.
- Баженов А.